# David Thewlis
David Thewlis (AFI: [ˈθjuːlɪs]), nome d'arte di David Wheeler (Blackpool, 20 marzo 1963) è un attore britannico, noto per aver interpretato il ruolo di Remus Lupin nella serie cinematografica di Harry Potter.

## Biografia
Ha studiato alla Guildhall School of Music and Drama, a Londra. Il suo primo ruolo importante in un film è stato quello dello sconnesso filosofo Johnny in Naked - Nudo (1993), con il regista Mike Leigh. Per questo film è stato candidato miglior attore dal New York Film Critics Circle, dalla National Society of Film Critics, dal London Critics Circle, dall'Evening Standard e dal Festival di Cannes. Lo stesso anno è comparso in televisione nel ruolo del predatore sessuale James Jackson in Prime Suspect 3, insieme a Helen Mirren e Ciarán Hinds.
Durante gli anni novanta, Thewlis è apparso in una serie di film, per lo più di genere fantasy e d'epoca, inclusi Restoration - Il peccato e il castigo (1995) e Poeti dall'inferno (1995) con Leonardo DiCaprio.
Nel 1996 partecipa al film Dragonheart, interpretando il tirannico re Einon. Poi, recita in Sette anni in Tibet (1997), insieme a Brad Pitt (a causa di questo film, a Thewlis è vietato l'ingresso in Cina). Fu proposto come candidato ai British Independent Film Awards per Divorcing Jack (1998), e interpretò Clov nel film televisivo Endgame (2000) di Samuel Beckett.
Apparizioni notevoli includono anche L'assedio (1998) di Bernardo Bertolucci e Gangster nº 1 (2000) di Paul McGuigan, insieme a Malcolm McDowell. Dal 2004 interpreta Remus Lupin nella saga di Harry Potter, dei quali film è comparso in Harry Potter e il prigioniero di Azkaban (diretto da Alfonso Cuarón), in Harry Potter e l'Ordine della Fenice, Harry Potter e il principe mezzosangue, Harry Potter e i Doni della Morte - Parte 1 , Harry Potter e i Doni della Morte - Parte 2 (tutti diretti da David Yates).
Come regista, è stato proposto come candidato per un premio BAFTA come miglior cortometraggio per Hello, Hello, Hello (1995); ha anche scritto, diretto e recitato come protagonista in Cheeky (2003). Thewlis è apparso inoltre nel film di Ridley Scott Le crociate - Kingdom of Heaven (2005), nel film di Terrence Malick The New World (2005) e nel film di James Marsh La teoria del tutto (2014). Nel 2017 ha interpretato il villain Ares nel film del DC Extended Universe Wonder Woman, diretto da Pa ty enkins. 
Nel 2022 interpreta il corrotto sovrintendente Grail nel film di mistero e azione Enola Holmes 2 di Harry Bradbeer. Nello stesso anno è nel cast di The Sandman nel ruolo di John Dee.

## Vita privata
Dal 1992 al 1994 è stato sposato con la regista Sara Sugarman. Dal 2001 fino al 2010 ha convissuto con l'attrice Anna Friel: la coppia ha avuto una figlia, Gracie, nata il 9 luglio 2005 a Londra. Dal 2016 è sposato con l'artista Hermine Poitou.

## Filmografia

### Cinema
- Vroom, regia di Beeban Kidron (1988)
- Little Dorrit, regia di Christine Edzard (1988)
- Resurrected, regia di Paul Greengrass (1989)
- Dolce è la vita (Life Is Sweet), regia di Mike Leigh (1990)
- Occhi nel buio (Afraid of the Dark), regia di Mark Peploe (1991)
- Il danno (Damage), regia di Louis Malle (1992)
- Naked - Nudo (Naked), regia di Mike Leigh (1993)
- The Trial, regia di David Hugh Jones (1993)
- Black Beauty, regia di Caroline Thompson (1994)
- Poeti dall'inferno (Total Eclipse), regia di Agnieszka Holland (1995)
- Restoration - Il peccato e il castigo (Restoration), regia di Michael Hoffman (1995)
- L'isola perduta (The Island of Dr. Moreau), regia di John Frankenheimer (1996)
- Dragonheart, regia di Rob Cohen (1996)
- American Perfekt, regia di Paul Chart (1997)
- Sette anni in Tibet (Seven Years in Tibet), regia di Jean-Jacques Annaud (1998)
- Il grande Lebowski (The Big Lebowski), regia di Joel ed Ethan Coen (1998)
- Divorcing Jack, regia di David Coffrey (1998)
- L'assedio, regia di Bernardo Bertolucci (1998)
- Che fine ha fatto Harold Smith? (Whatever Happened to Harold Smith?), regia di Peter Hewitt (1999)
- Gangster nº 1 (Gangster No. 1), regia di Paul McGuigan (2000)
- Best, regia di Mary McGuckian (2000)
- Timeline - Ai confini del tempo (Timeline), regia di Richard Donner (2003)
- Harry Potter e il prigioniero di Azkaban (Harry Potter and the Prisoner of Azkaban), regia di Alfonso Cuarón (2004)
- Le crociate - Kingdom of Heaven (Kingdom of Heaven), regia di Ridley Scott (2005)
- The New World - Il nuovo mondo (The New World), regia di Terrence Malick (2005)
- Jonathan, regia di Jordan Scott e Ridley Scott, episodio di All the Invisible Children (2005)
- Basic Instinct 2, regia di Michael Caton-Jones (2006)
- Omen - Il presagio (The Omen), regia di John Moore (2006)
- Harry Potter e l'Ordine della Fenice (Harry Potter and the Order of the Phoenix), regia di David Yates (2007)
- La vita interiore di Martin Frost (The inner life of Martin Frost), regia di Paul Auster (2007)
- Il bambino con il pigiama a righe (The Boy in the Striped Pyjamas), regia di Mark Herman (2008)
- Veronika Decides to Die, regia di Emily Young (2009)
- Harry Potter e il principe mezzosangue (Harry Potter and the Half-Blood Prince), regia di David Yates (2009)
- Mr. Nice, regia di Bernard Rose (2010)
- Harry Potter e i Doni della Morte - Parte 1 (Harry Potter and the Deathly Hallows: Part 1), regia di David Yates (2010)
- London Boulevard, regia di William Monahan (2010)
- Harry Potter e i Doni della Morte - Parte 2 (Harry Potter and the Deathly Hallows: Part 2),regia di David Yates (2011)
- Anonymous, regia di Roland Emmerich (2011)
- The Lady, regia di Luc Besson (2011)
- War Horse, regia di Steven Spielberg (2011)
- Red 2, regia di Dean Parisot (2013)
- The Zero Theorem - Tutto è vanità (The Zero Theorem), regia di Terry Gilliam (2013)
- Il quinto potere (The Fifth Estate), regia di Bill Condon (2013)
- Stonehearst Asylum, regia di Brad Anderson (2014)
- La teoria del tutto (The Theory of Everything), regia di James Marsh (2014)
- Regression, regia di Alejandro Amenábar (2015)
- Legend, regia di Brian Helgeland (2015)
- Macbeth, regia di Justin Kurzel (2015)
- Wonder Woman, regia di Patty Jenkins (2017)
- Il mistero di Donald C. (The Mercy), regia di James Marsh (2018)
- Guest of Honour, regia di Atom Egoyan (2019)
- Bellezza infinita (Eternal Beauty), regia di Craig Roberts (2019)
- Sto pensando di finirla qui (I'm Thinking of Ending Things), regia di Charlie Kaufman (2020)
- Zack Snyder's Justice League, regia di Zack Snyder (2021) - cameo
- Enola Holmes 2, regia di Harry Bradbeer (2022)
- Avatar - Fuoco e cenere (Avatar: Fire and Ash), regia di James Cameron (2025)

### Televisione
- Only Fools and Horses – serie TV, episodio 4x4 (1985)
- Summer Season – serie TV, episodio 1x10 (1985)
- Up the Elephant and Round the Castle – serie TV, episodio 3x5 (1985)
- The Singing Detective – miniserie TV, episodi 1x3 e 1x6 (1986)
- Screenplay – serie TV, episodi 2x10 e 6x10 (1987-1991)
- Valentine Park – serie TV, 9 episodi (1987-1988)
- Erasmus Microman – serie TV, episodio 1x3 (1988)
- A Bit of a Do – miniserie TV, 6 episodi (1989)
- Skulduggery, regia di Phil Davis – film TV (1989)
- Oranges Are Not the Only Fruit – miniserie TV, episodi 1x1, 1x2 e 1x3 (1990)
- Shrinks – serie TV, episodio 1x5 (1991)
- Screen One – serie TV, episodi 3x3 e 4x4 (1991-1992)
- Nero e blu (Black and Blue), regia di Robert Altman – film TV (1992)
- Frank Stubbs Promotes – serie TV, episodio 1x6 (1993)
- Prime Suspect 3 – miniserie TV, episodi 1x1 e 1x2 (1993)
- Dandelion Dead – miniserie TV, 4 episodi (1994)
- Endgame, regia di Conor McPherson – film TV (2000)
- Dinotopia, regia di Marco Brambilla – miniserie TV (2002)
- The Street – serie TV, episodio 2x1 (2007)
- An Inspector Calls, regia di Aisling Walsh – film TV (2015)
- Fargo – serie TV, 10 episodi (2017)
- The Feed – serie TV, 10 episodi (2019)
- Pronti a tutto (Barkskins) – miniserie TV, 8 puntate (2020)
- Landscapers - Un crimine quasi perfetto (Landscapers), regia di Will Sharpe – miniserie TV, 4 puntate (2021)
- The Sandman – serie TV, 4 episodi (2022)
- The Artful Dodger, regia di Jeffrey Walker, Corrie Chen e Gracie Otto – miniserie TV (2023)
- Kaos – serie TV, 6 episodi (2024)

### Doppiatore
- James e la pesca gigante (James and the Giant Peach), regia di Henry Selick (1996)
- C'era una volta Gesù (The miracle maker), regia di Derek W. Hayes (2000)
- Anomalisa, regia di Charlie Kaufman e Duke Johnson (2015)
- Big Mouth - serie TV, 13 episodi (2018-2021)
- Human Resources - serie TV, 10 episodi (2022)

### Cortometraggi
- The Short & Curlies, regia di Mike Leigh (1988)
- Swords at Teatime, regia di David Freeman (1992)
- I Bet It Will Rain, regia di Richard Laxton (1992)
- Love Story, regia di Nick Love (1999)
- D.I.Y. Hard, regia di Pat Holden (2002)
- Athena, regia di Max Hoffman (2010)
- The Organ Grinder's Monkey, regia di Dinos Chapman (2011)
- Separate We Come, Separate We Go, regia di Bonnie Wright (2012)
- Sunday Roast, regia di Kevin Thomas (2014)

## Riconoscimenti
- Golden Globe
  - 2017- Candidatura al miglior attore non protagonista in una serie, miniserie o film tv per Fargo
- Premio Emmy
  - 2017 – Candidatura al miglior attore non protagonista in una miniserie o film tv per Fargo

- Critics' Choice Awards
  - 2017 – Candidatura al miglior attore non protagonista in una miniserie o film tv per Fargo

- Festival di Cannes
  - 1993 – Miglior interpretazione maschile per Naked - Nudo
- Monte-Carlo Television Festival
  - 2007 – Golden Nymph Award per il miglior attore in una serie drammatica per The Street

- Razzie Awards
  - 2006 – Nomination Peggior attore non protagonista per Basic Instinct 2

## Doppiatori italiani
Nelle versioni in italiano delle opere in cui ha recitato, David Thewlis è stato doppiato da:
- Franco Mannella in Dinotopia, Omen - Il presagio, The Lady - L'amore per la libertà (Anthony Aris), War Horse, Red 2, The Zero Theorem - Tutto è vanità, Macbeth, Sto pensando di finirla qui, The Sandman, Kaos
- Danilo De Girolamo in Il Danno, Harry Potter e il prigioniero di Azkaban, Harry Potter e l'Ordine della Fenice, Harry Potter e il principe mezzosangue, Harry Potter e i Doni della Morte - Parte 1, Harry Potter e i Doni della Morte - Parte 2
- Angelo Maggi ne Le crociate - Kingdom of Heaven, The New World - Il nuovo mondo, Il bambino con il pigiama a righe, The Lady - L'amore per la libertà (Michael Aris), La teoria del tutto
- Massimo Lodolo in Restoration - Il peccato e il castigo, Timeline - Ai confini del tempo, London Boulevard, Anonymous
- Stefano Benassi in Fargo, Wonder Woman, Pronti a tutto, Landscapers - Un crimine quasi perfetto
- Marco Mete in Regression, Legend
- Paolo Maria Scalondro in Naked - Nudo
- Fabrizio Temperini in Poeti dall'inferno
- Fabrizio Pucci ne L'isola perduta
- Lorenzo Macrì in Dragonheart
- Antonio Sanna in Sette anni in Tibet
- Gianni Giuliano ne L'assedio
- Massimo Venturiello in Gangster n° 1
- Pasquale Anselmo in Basic Instinct 2
- Mimmo Strati in Mr. Nice
- Roberto Pedicini ne Il quinto potere
- Dario Oppido in Stonehearst Asylum
- Antonio Palumbo ne Il mistero di Donald C.
- Riccardo Rossi in Enola Holmes 2

Da doppiatore è sostituito da:
- Massimo Lodolo in Big Mouth, Human Resources
- Marco Mete in James e la pesca gigante
- Tony Sansone in The Miracle Maker
- Angelo Maggi in Anomalisa